# 28 Years Later
28 Years Later (bra: Extermínio 3: A Evolução; prt: 28 Anos Depois) é um filme de terror pós-apocalíptico britânico-estadounidense de 2025, dirigido por Danny Boyle e escrito por Alex Garland. Produzido pela Columbia Pictures em associação com DNA Films, British Film Institute e Decibel Films, serve como uma sequência de 28 Days Later (2002) e 28 Weeks Later (2007), sendo o primeiro filme de uma nova trilogia planejada. O elenco é estrelado por Jodie Comer, Aaron Taylor-Johnson, Ralph Fiennes, Jack O'Connell, Alfie Williams, Erin Kellyman e Edvin Ryding. Cillian Murphy, protagonista do primeiro filme, atua como produtor executivo.
28 Years Later foi lançado nos Estados Unidos em 20 de junho de 2025, pela Sony Pictures Releasing.

## Sinopse
Quase três décadas após o vírus da Raiva escapar de um laboratório de armas biológicas, os sobreviventes encontraram formas de existir em meio aos infectados, agora sob uma quarentena implacavelmente aplicada. Um desses grupos vive em uma pequena ilha conectada ao continente por uma única ponte fortemente defendida. Quando um membro do grupo deixa a ilha em uma missão ao coração sombrio do continente, ele descobre segredos, maravilhas e horrores que transformaram não apenas os infectados, mas também outros sobreviventes. A narrativa explora temas de sobrevivência a longo prazo, reconstrução social e a constante luta pela humanidade em um mundo devastado.

## Elenco
- Jodie Comer como Isla[9]
- Aaron Taylor-Johnson como Jamie,[9] um jovem que parte em uma missão crucial.
- Ralph Fiennes como Dr. Kelson[9]
- Jack O'Connell como Sir Jimmy Crystal[9]
- Alfie Williams como Spike,[9] um jovem que acompanha Jamie.
- Erin Kellyman como Jimmy Ink[10]
- Edvin Ryding como Erik Sundqvist
- Chi Lewis-Parry como "o Alfa"
- Emma Laird como Jimmima

Cillian Murphy não reprisa seu papel como Jim no filme, mas atua como produtor executivo. No entanto, Danny Boyle confirmou que Murphy retornará à franquia em um dos filmes posteriores da trilogia.

## Produção

### Desenvolvimento
Em junho de 2007, o estúdio Fox Atomic confirmou o potencial para um terceiro filme, dependendo do desempenho financeiro de 28 Weeks Later após seu lançamento em home video. Em julho do mesmo ano, Danny Boyle afirmou que uma história para a terceira parte já havia sido delineada. No entanto, o projeto enfrentou atrasos devido a disputas de direitos e incertezas sobre sua realização.
Em janeiro de 2015, Alex Garland mencionou discussões sérias sobre um roteiro intitulado 28 Months Later. Boyle e Garland confirmaram estar trabalhando ativamente na terceira parte em junho de 2019. Imogen Poots e Cillian Murphy expressaram interesse em reprisar seus papéis em 2020 e 2021, respectivamente.
Em junho de 2023, Boyle e Garland anunciaram que o roteiro estava intitulado 28 Years Later, refletindo o tempo de desenvolvimento. Garland revelou que a ideia para uma trilogia surgiu subitamente e que se inspirou no filme Kes (1969) ao escrever o roteiro, sugerindo um tom potencialmente devastador. Boyle mencionou que ideias anteriores para uma sequência eram mais convencionais e não os atraíram, mas a nova abordagem, focando em uma comunidade isolada e explorando temas de isolamento influenciados por eventos mundiais recentes, impulsionou o projeto.
Em janeiro de 2024, foi oficialmente anunciado que 28 Years Later seria o primeiro de uma nova trilogia, com Boyle dirigindo o primeiro filme e Garland escrevendo todos os três. Andrew Macdonald, Peter Rice, Boyle, Garland e Bernie Bellew foram confirmados como produtores, com Cillian Murphy como produtor executivo. A Sony Pictures adquiriu os direitos de distribuição.

### Pré-produção
A pré-produção avançou em meados de 2023. Mark Tildesley, que trabalhou no filme original, retornou como designer de produção, colaborando com Boyle na concepção visual do mundo devastado, com foco em locações no norte da Inglaterra que transmitissem a desolação e a beleza austera do cenário pós-apocalíptico.

### Escolha do elenco
Em abril de 2024, Jodie Comer, Aaron Taylor-Johnson e Ralph Fiennes foram anunciados nos papéis principais, com Jack O'Connell juntando-se ao elenco no mês seguinte. Posteriormente, Alfie Williams, Erin Kellyman, Edvin Ryding, Chi Lewis-Parry e Emma Laird foram confirmados.

### Filmagens
A fotografia principal começou em 7 de maio de 2024, com Anthony Dod Mantle retornando como diretor de fotografia. As filmagens ocorreram extensivamente no nordeste da Inglaterra, incluindo locais como Lindisfarne (Ilha Sagrada) – que serve como uma comunidade de sobreviventes no filme – Hexham, Newcastle upon Tyne, Waskerley em County Durham, Kielder Forest e Rothbury em Northumberland; e em North Yorkshire em Melsonby, Ripon, Fountains Abbey, Aysgarth Falls e Redmire. Cenas também foram filmadas em Bradford, West Yorkshire e Cheddar Gorge, Somerset.
Boyle e Dod Mantle utilizaram iPhones (especificamente o iPhone 15 Pro Max) em configurações com múltiplos aparelhos (até 8, 10 ou 20 iPhones) para capturar a violência gráfica e criar uma sensação de desconforto, homenageando a estética visceral do filme original (filmado em câmeras DV) e refletindo como os smartphones seriam a ferramenta moderna para documentar um surto. Essa técnica permitiu uma visão de 180 graus e efeitos semelhantes ao "bullet time" em algumas cenas, além de tornar os atores menos conscientes das câmeras. Apesar do uso de iPhones, o filme mantém um formato widescreen de 2.76:1 para exibição em IMAX.

### Música
A trilha sonora foi composta pelo trio escocês Young Fathers. Isso marca uma mudança em relação aos filmes anteriores, cujas trilhas sonoras foram compostas por John Murphy.

### Pós-produção
A edição do filme ficou a cargo de Jon Harris, que já havia trabalhado com Boyle em 127 Hours.

## Recepção

### Expectativas
O filme gerou grande expectativa devido ao retorno de Boyle e Garland à franquia, ao envolvimento de Cillian Murphy como produtor executivo e seu eventual retorno como ator na trilogia, além do elenco de peso anunciado. A abordagem de filmagem com iPhones também contribuiu para o debate e antecipação em torno do filme.

### Marketing
A campanha de marketing iniciou-se com o lançamento de um teaser trailer em dezembro de 2024, que destacou o retorno ao universo sombrio da franquia e a nova geração de personagens. Pôsteres promocionais foram divulgados, incluindo um com a imagem de uma torre de crânios e a frase "Memento Mori", e outro com o tagline "O Tempo Não Curou Nada". Um trailer intitulado "Days", produzido pela Buddha Jones para a Sony Pictures, foi aclamado, vencendo os prêmios de Melhor Voice Over (Prêmio Don LaFontaine), Trailer Mais Original e Melhor do Show no Golden Trailer Awards em 29 de maio de 2025. Também recebeu indicações para Melhor Terror, Melhor Edição de Som e Melhor Digital de Terror/Thriller. Aaron Taylor-Johnson participou de um vídeo de bastidores divulgado pela Sony, discutindo seu personagem e as regras da ilha onde vivem os sobreviventes.

## Lançamento
28 Years Later foi lançado nos Estados Unidos em 20 de junho de 2025, pela Sony Pictures Releasing. O filme terá lançamentos internacionais em datas próximas, incluindo França (18 de junho), Austrália, Brasil, Alemanha e México (19 de junho), e Reino Unido (20 de junho). Não houve confirmação de estreia em grandes festivais de cinema antes do lançamento comercial.

## Futuro
28 Years Later é o primeiro filme de uma nova trilogia. O segundo filme, intitulado provisoriamente 28 Years Later Part II: The Temple of Bones, foi dirigido por Nia DaCosta e escrito por Alex Garland. Foi filmado consecutivamente com o primeiro filme e tem lançamento previsto para 16 de janeiro de 2026.[carece de fontes?] Aaron Taylor-Johnson, Jack O'Connell e Emma Laird devem reprisar seus papéis, e a trilha sonora será de Hildur Guðnadóttir.[carece de fontes?]
Alex Garland escreveu os roteiros para todos os três filmes da trilogia. Danny Boyle confirmou que planeja dirigir o terceiro e último filme da trilogia e que Cillian Murphy retornará para atuar na franquia em um dos filmes posteriores. Boyle também mencionou que ainda está buscando financiamento para o terceiro filme.

## Impacto cultural
28 Days Later é creditado por revitalizar o gênero de zumbis no início dos anos 2000, introduzindo os "infectados" ágeis e focando no realismo e na desintegração social. 28 Years Later é aguardado para expandir esses temas, refletindo ansiedades contemporâneas sobre pandemias, isolamento e a resiliência da sociedade em face a crises prolongadas. A decisão de Boyle de utilizar iPhones para a cinematografia também gerou discussões sobre inovação tecnológica e a estética do cinema de terror moderno.